# Поперечное (озеро)
Поперечное (Нижнее Поперечное) — горное озеро в северной части Катунского заповедника. Одно из Мультинских озёр. Его длина — 1860 м, ширина — 360 м, длина береговой линии — 4040 м, площадь — 41,1 га, максимальная глубина — 22,6 м. Озеро находится на высоте 1885 м, из него вытекает река Поперечная — левый приток Мульты. Это озеро питают карово-долинные ледники.
Из-за слабого развития лесной растительности на берегах и ослепительной белизны ледников и снежников озеро поражает контрастностью и суровой красотой. Оно, по мнению многих, — самое красивое из Мультинских озёр.